# Бодбхад
Бодбхад (ірл. — Bodbchad) — верховний король Ірландії. Правив Ірландією всього один день у 411 р. до н. е. (згідно «Історії Ірландії» Джеффрі Кітінга [2]) або в 594 р. до н. е. (згідно «Хроніки Чотирьох Майстрів» [3]). Син Еоху Буадаха (ірл. — Eochu Buadach), онук Дуй Ладраха (ірл. — Dui Ladrach). Прийшов до влади, вбивши свого брата — Угайне Великого — верховного короля Ірландії. Наступного дня його вбив Лоегайре Лорк — син Угайне Великого. «Книга захоплень Ірландії» синхронізує його правління з часом правління Птолемея II Філадельфа в Єгипті (281–246 до н. е.), що сумнівно.